# Kung Fu Records
Kung Fu Records ist ein amerikanisches Punklabel mit Sitz in Anaheim, Kalifornien.
Das Label wurde 1996 von Joe Escalante, dem Bassisten der Vandals, gegründet. Warren Fitzgerald, Gitarrist der Vandals ist Miteigentümer.

## Bands und Interpreten
- Alkaline Trio
- Antifreeze
- Assorted Jellybeans
- Audio Karate
- Bigwig
- blink-182
- Josh Freese
- Mi6
- MxPx
- Ozma
- Stiff Little Fingers
- The Ataris
- The God Awfuls
- The Vandals
- Tsunami Bomb
- Useless ID
- Underminded
- Versus The World

Zum Label gehört auch Kung Fu Films, eine Firma die insbesondere für die DVD-Serie „The Show Must Go Off“ bekannt ist, deren Inhalt Konzerte von Kung-Fu-Bands, aber auch von befreundeten Künstlern wie Guttermouth und The Adolescents sind.